# 1995 VS1
1995 VS1 är en asteroid i huvudbältet som upptäcktes den 1 november 1995 av den japanska astronomen Satoru Otomo i Kiyosato.
Asteroiden har en diameter på ungefär 4 kilometer och den tillhör asteroidgruppen Vesta.